# 佐藤佑哉
佐藤 佑哉（さとう ゆうや、1992年8月12日 - ）は、日本の俳優。東京都練馬区出身。

## 略歴
- 1992年8月12日、東京都に生まれる。

## 人物
- 身長178cm、体重64kg、靴のサイズ27.0cm、血液型A型。

## 出演

### テレビドラマ
- 新撰組血風録（2011年BS NHK）

### 舞台
- Les Misérables（2025年2月27日 - 3月6日、IMAホール） - グランテール 役[1]